# Meerut
Meerut (també Merath) és una ciutat i corporació municipal a Uttar Pradesh, capital del districte de Meerut. Forma part de la Regió de la Capital Nacional i és la setzena àrea metropolitana de l'Índia i la ciutat número 25 en habitants (292 del món el 2006). Hi ha un important campament militar antigament britànic i avui dia indi. Té fama per les seves estisores i de vegades se l'esmenta com "Ciutat de les Estisores". El nom derivaria de "Maya Rashtra", capital del regne de Mayasurem oare de Mandodari (el sogre de Ravana); el nom es va transformar en Mairashtra, Mai-dant-ka-khera, Mairaath i finalment Meerut. La població al cens del 2001 era d'1.276.557 habitants. La població antigament era:
- 1872: 81.386
- 1881: 99.565
- 1891: 119.390
- 1901: 118.129

## Història
S'ha excavat el suposat lloc de l'antiga capital dels jauraves i pandaves, Hastinapur. Un establiment de la cultura d'Harappa anomenat Alamgirpur, també ha estat explorat. Fou l'establiment més oriental de la civilització de l'Indus. Un pilar d'Asoka avui a Delhi hauria estat portat des de la vora de Meerut.

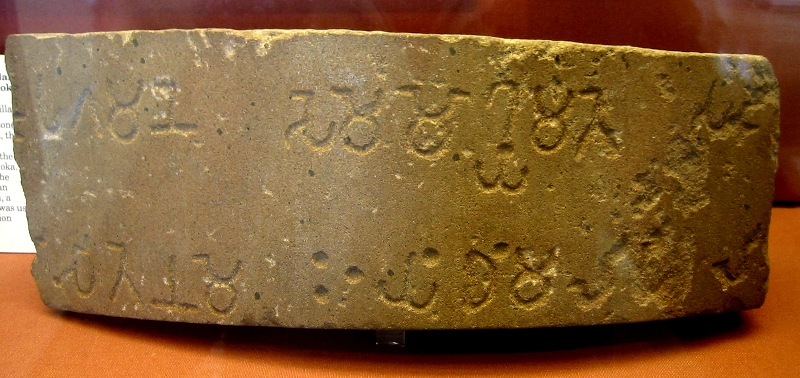
Fragment del sisè Pilar d'Ashoka

Fou el centre del budisme i l'emperador mayurya Asoka hi va erigir l'esmentat pilar a la meitat del segle iii aC. També s'han trobar restes d'estructures budistes a la proximitat de la Jama Masjid a la moderna ciutat. El pilar fou portat a Delhi pel soldà Firuz Shah Tughluk (1351-1388).
Al segle xi la part sud-oest del districte fou dominada per Har Dat, el raja dor de Baran o Bulandshahr, que fou derrotat per Mahmud de Gazni el 1018 i Sayyid Salar hauria conquerit la ciutat; mentre segons la tradició el nord del districte el tenien el tagues (taga) que foren expulsats cap al sud i est pels jats. Els meos foren cridats en ajut pels gahlots i van expulsar els dors.
La invasió i dominació gaznèvida fou efímera però el 1192 el general gúrida Qutb-ad-Din Àybak va atacar Meerut i la va ocupar destruint tots els temples hindús que van esdevenir mesquites. La zona va donar poc per a parlar en els següents anys fins al 1327 el cap militar mongol Tarmshirin Khan va atacar la ciutat sense èxit; altre cop va passar a l'anonimat fins a la invasió de Tamerlà el 1398. Meerut va patir l'atac del conqueridor i va resistir amb obstinació; a Loni els rajputs van cremar les seves cases amb les seves famílies abans de rendir-se i van morir lluitant; després de conquerida la ciutat, Tamerlà va fer matar tots els presoners hindús que segons ell foren uns cent mil; llavors va anar a saquejar Delhi i va retornar a Meerut, on en la seva absència havia agafat el poder un cap afganès de nom Ilyas. La ciutat fou conquerida per segona vegada i tots els mascles trobats van ser executats i les cases dels hindús arrasades; l'exèrcit timúrida va seguir llavors cap al nord seguint els dos rius, ocupant cada fortalesa, ciutat i poble pels quals passava.
Sota Akbar es van crear 16 mahals dins de dos sirkars o sarkars (Delhi i Saharanpur) a la suba de Delhi. Del 1707 al 1775 va ser escenari de lluites i saquejos i finalment va passar als Sindhia. Llavors, sota domini maratha, va formar part de la divisió de Baoni o Saharanpur amb 52 parganes, administració que es va mantenir fins al 1803. En aquest any, per tractat, Daulat Rao Sindhia van cedir als britànics les seves possessions entre el Ganges i el Yamuna i el territori així adquirit fou repartit en els districtes d'Etawah, Aligarh i Moradabad; en aquest darrer hi havia Saharanpur, Muzaffanargar, Hapur i Meerut. El 1804 el Doab superior fou separat del districte de Moradabad per formar el nou districte de Saharanpur, limitat pel Ganges a l'est i el Yamuna a l'oest, les muntanyes de Srinagar al nord i el districte d'Aligarh al sud. Inicialment les parganes de Baghpat, Sarnawa, Loni, Chhaprauli, Dasana, Jalalabad i Dadri depenien del resident de Delhi però després (1806) foren agregades a Saharanpur com a subdivisió, amb un col·lector resident a Meerut mentre el nord del districte depenia del col·lector de Saharanpur. El districte de Meerut es va formar el 1818 amb la subdivisió del sud de Saharanpur i les parganes de Dankaur Kasna Adha, Tilbegampur, Sikandarabad, Baran, Malagarh, Agauta i Ahar-Malakpur del districte d'Aligarh. La ciutat de Meerut fou la capital i encara ho resta.
El 1857 van començar a circular rumors entre les topes natives que s'introduirien un nous cartutxos amb grassa d'animal sagrat. L'abril un suboficial de nom Brijmohan va informar als seus companys que ell ja havia utilitzat aquestos nous cartutxos i que aviat serien d'ús general; pocs dies després la casa de Brijmohan fou cremada i posteriorment hi va haver altres incendis. El 9 de maig alguns homes del 3r de cavalleria de Bengala que refusaven utilitzar els cartutxos foren condemnat a deu anys de presó; l'endemà 10 de maig (diumenge) els seus companys es van amotinar i a les cinc de la tarda va començar la massacra d'europeus a la ciutat. No obstant els campaments militars van restar en mans dels britànics i progressivament el districte fou netejat de rebels; la ciutat de Meerut fou més d'una vegada atacada per Walidad Khan, el cap rebel de Malagarh al districte de Bulandshahr però mai va aconseguir ocupar-la; un atac procedent de Rohilkhand, el més perillós, fou també rebutjat. La municipalitat es va formar el 1864.
El març de 1929 fou teatre de l'anomenat Cas de la conspiració de Meerut en el qual diversos sindicalistes (incloent tres britànics) foren detinguts per organitzar una vaga de ferroviaris. La cançó Meerut Prisoners, per un grup de teatre de Manchester, va portar l'atenció mundial sobre els sindicalistes. Hi va haver també incidents intercomunitaris, musulmans i hindús el 1982 i hindús i sikhs el 1984.

## Llocs interessants
- Temples jainistes d'Hastinapur

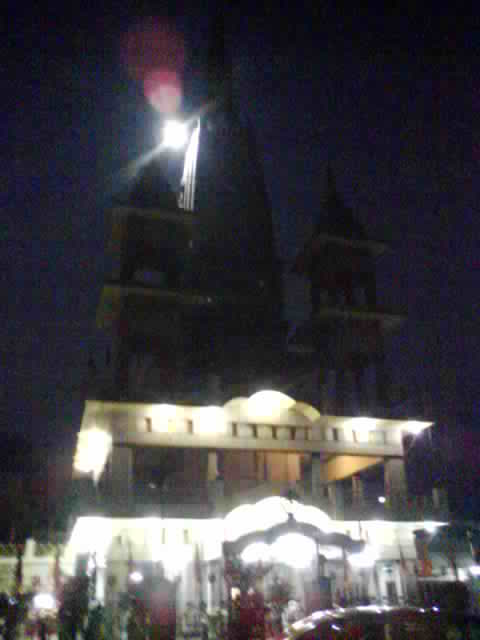
Temple d'Augarnath la segona nit de Navratri

- Temple janista de Mohalla Teergaran
- Església de St. John's fundada el 1819
- Monuments als màrtirs
- Gandhi Bagh (jardins)
- Town hall, amb la Biblioteca Lyall
- Suraj Kund
- Temple Chandi Devi
- Temple Mansa Devi
- Bale Miyan ki Dargah
- Jama Masjid
- Basílica de Nostra Senyora de les Gràcies a Sardhana
- Parikshitgarh
- Baleni
- Barnawa